# Boudrac
Boudrac ist eine französische Gemeinde mit 149 Einwohnern (Stand 1. Januar 2022) im Département Haute-Garonne in der Region Okzitanien (zuvor Midi-Pyrénées). Die Einwohner werden als Boudracois bezeichnet.

## Geographie
Umgeben wird Boudrac von den sieben Nachbargemeinden: 
| Monléon-Magnoac | Bazordan                                    | Balesta           |
| Arné            | Kompassrose, die auf Nachbargemeinden zeigt | Cazaril-Tambourès |
| Uglas           | Lécussan                                    |                   |

## Bevölkerungsentwicklung
| Jahr                      | 1962 | 1968 | 1975 | 1982 | 1990 | 1999 | 2009 | 2016 | 2019 |
| ------------------------- | ---- | ---- | ---- | ---- | ---- | ---- | ---- | ---- | ---- |
| Einwohner                 | 165  | 148  | 150  | 144  | 126  | 122  | 128  | 143  | 147  |
| Quelle: Cassini und INSEE |      |      |      |      |      |      |      |      |      |

## Sehenswürdigkeiten

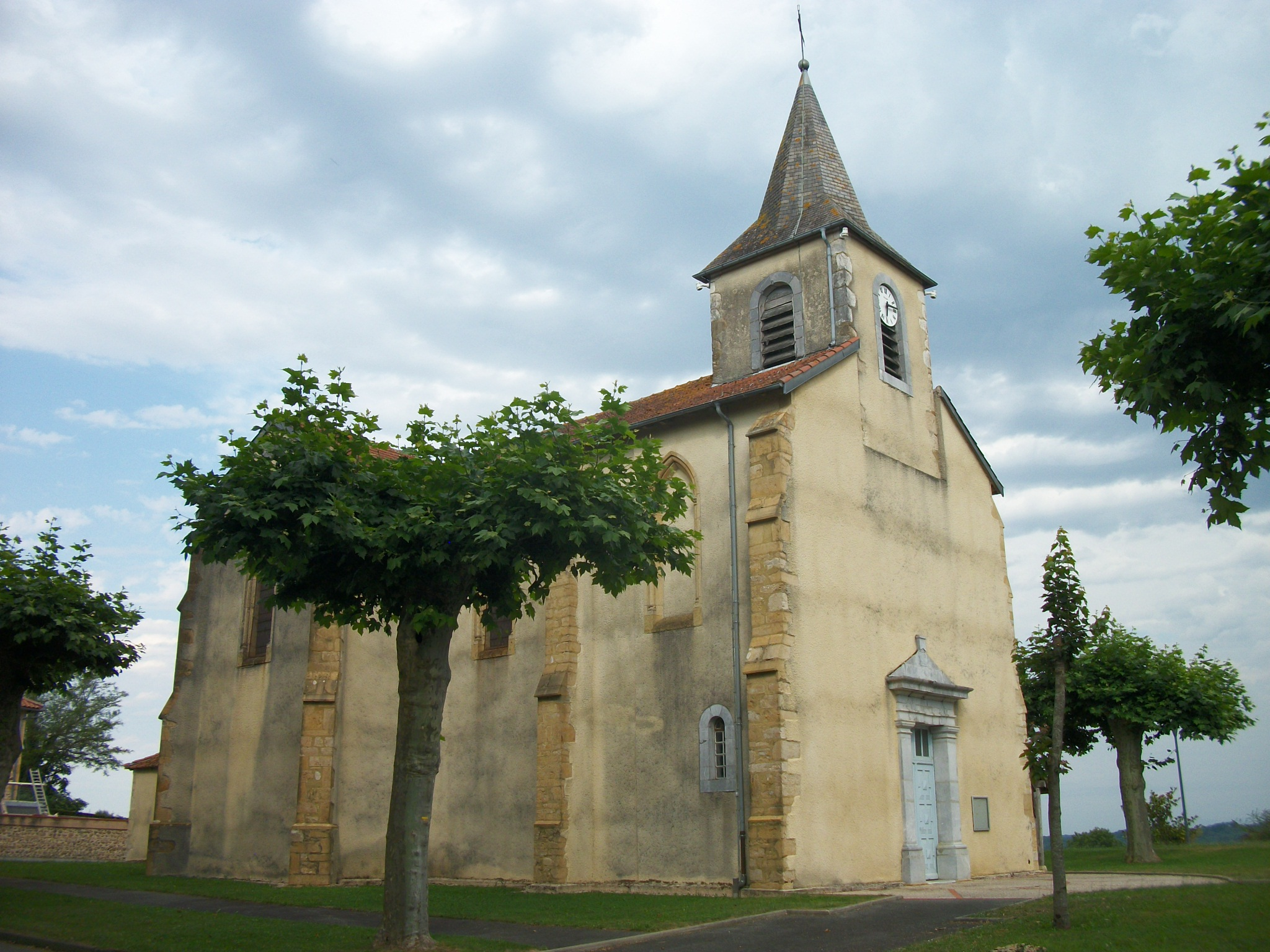
Kirche

- Himmelfahrts-Kirche (Église de l’Assomption), erbaut im 19. Jahrhundert